# Вашингтон-Сквер-парк
Ва́шингтон-Сквер-парк (англ. Washington Square Park) — общественный парк в районе Гринвич-Виллидж на Манхэттене. Парк ограничен западной 4-й улицей, Макдугал-стрит, Юниверсити- и Уэйверли-Плейс. От парка берёт своё начало Пятая авеню.
В прежние годы на месте парка было болото, по которому протекала река Минетта-Крик. Неподалёку располагалась индейская деревня Саппоканикан.
В 1644 году одиннадцать негров, бывших в рабстве у голландцев, подали в городское правительство прошение об освобождении. Оно было одобрено под обязательство уплаты ежегодного натурального налога. Негры получили земельные наделы на месте современного парка.
В 1797 году эту территорию выкупил город, и на ней было устроено кладбище для бедных и умерших от жёлтой лихорадки.
В 1824 году воды Минетты-Крик были дренированы. Через год было закрыто кладбище, насчитывавшее к тому моменту около 20 000 захоронений. Спустя ещё два года на этом месте был основан парк. Привлекательность прилегающего района резко увеличилась, и вокруг парка начала массово возводиться фешенебельная застройка. В 1852 году в парке был возведён первый фонтан. Вскоре после создания в 1870 году городского департамента парков и мест отдыха в нём были возведены несколько памятников и проложены новые дорожки. В 1872 году фонтан был перестроен, в 1888 году — установлен памятник Гарибальди, а в 1889 году — временная триумфальная арка, посвящённая столетию инаугурации Джорджа Вашингтона. В 1895 году она была заменена постоянной аркой высотой 23 метра за авторством архитектора Стэнфорда Уайта. Ещё через два десятилетия в Вашингтон-Сквер-парке был установлен другой памятник Вашингтону авторства Александра Колдера и Гермона Макнила.
Изначально через парк проходила Пятая авеню, однако в 1960-х годах этот участок улицы был закрыт для автомобильного движения. С того же времени парк начал пользоваться большой популярностью как у местных жителей, так и у туристов.
С декабря 2007 года в парке проводится облагораживание, нацеленное на приумножение зелёных насаждений и реставрацию фонтана и мемориалов.

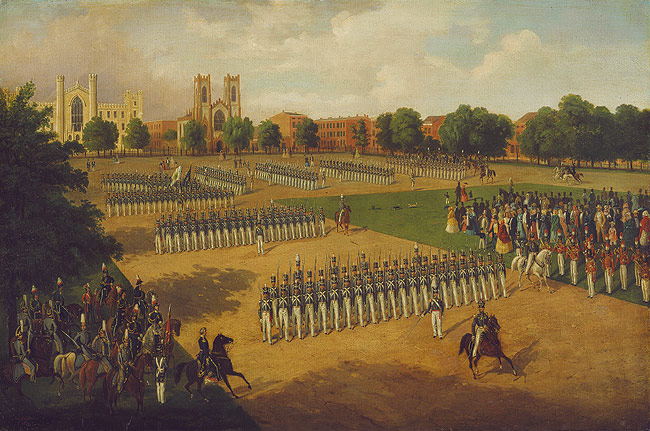
Парк в 1851 году
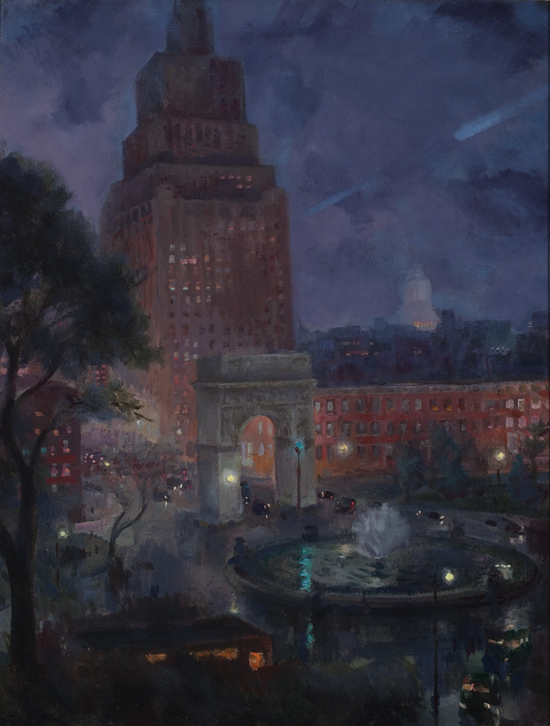
На картине Джона Слоана 1928 года
Триумфальная арка